# Christa Olbrich

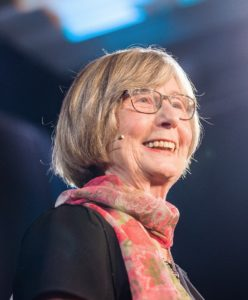
Christa Olbrich (2022)

Christa Olbrich (* 1945 in Mährisch Schönberg) ist eine deutsche Pflegewissenschaftlerin. Sie gilt als eine Wegbereiterin der Akademisierung der Pflege in Deutschland. Dabei wird ihr u. a. im Bereich der Festlegung eines Pflegekompetenzmodells eine große Bedeutung zugeschrieben.

## Leben
Kurz nach ihrer Geburt musste die Familie aus dem Sudetenland in Richtung Westen fliehen. Die Flucht endete in Haundorf in Mittelfranken. Nach dem Besuch der Volksschule begann Olbrich 1959 die Ausbildung als Krankenpflegehelferin. Eine Ausbildung zur Krankenschwester blieb ihr zunächst verwehrt, da sie das Mindestalter von 18 Lebensjahren noch nicht erreicht hatte. Als sog. „Grüne Schwester“, ein Modellprojekt am Klinikum Fürth, konnte sie bereits mit 14 Jahren das Arbeiten im Krankenhaus beginnen. Im Jahr 1963 begann Olbrich schließlich die Ausbildung zur Krankenschwester und beendete diese im Jahr 1966.
In Anschluss an die Ausbildung arbeitete Olbrich zunächst als Krankenschwester, einige Zeit später auch in der Funktion als Stationsleitung. Ende der 1960er Jahre holte sie die Mittlere Reife per Telekolleg nach. Parallel dazu baute sie gemeinsam mit ihrem ersten Ehemann eine internistische Fachpraxis auf und schloss 1976 das Begabtenabitur ab.
Nach der Trennung von ihrem Ehemann wechselte Olbrich zunächst nach Münster. Dort arbeitete sie als Schulassistentin, die eine Voraussetzung für eine Weiterbildung im Bereich Leitungs- bzw. Unterrichtstätigkeit in der Pflege war. Während dieser Zeit bemühte sie sich um einen Studienplatz in der Humanmedizin, musste aber aufgrund des Numerus clausus einige Zeit auf der Warteliste warten. Danach begann sie das Medizinstudium an der Medizinischen Fakultät der Universität Würzburg. Nach drei Semestern wechselte sie den Studiengang und studierte Pädagogik, die sie mit der Diplomarbeit „Diätetik des Hippokrates über das Mittelalter bis zur heutigen Pflege“ abschloss.
Anschließend arbeitete sie an einem Krankenhaus im Bereich der Erwachsenenweiterbildung. Mit Hilfe des Förderprogramms der Robert-Bosch-Stiftung promovierte sie schließlich 1988 an der Friedrich-Alexander-Universität Erlangen-Nürnberg über Pflegekompetenzen. Olbrich wurde 2004 an der Katholischen Fachhochschule in Mainz zur Dekanin gewählt.
2011 wurde sie emeritiert. Sie lebt heute in der Oberpfalz.

## Veröffentlichungen
- Pflegekompetenz. Bern, Huber 1999, ISBN 978-3-456-83145-9; 4., überarbeitete und erweiterte Auflage, Hogrefe, Bern 2022, ISBN 978-3-456-86244-6
- Modelle der Pflegedidaktik. Elsevier, Amsterdam 2009, ISBN 978-3-437-28490-8
- Konpetenzbasiertes Lehren und Lernen, Elsevier, München 2023. ISBN 978-3-43725-013-2
- Von der Kuhmagd zur Professorin. Ein Leben voller Herausforderungen, Novum Verlag, Berlin 2019, ISBN 978-3-95840-975-0
- Als wir nur tüchtige Mädchen waren. Wie wir die Seele der Pflege verstehen. Wermeling Verlag, Münster 2025, ISBN 978-3-9821318-7-0

## Videopodcast
- Pflege-Bildung: Episode 79 (3. Mai 2024): Entwicklung der Pflegebildung in Deutschland. Roland Brühe im Gespräch mit Christa Olbrich. Dauer: 52:30 Min. Digitalisat